# Dortmunder Rücken

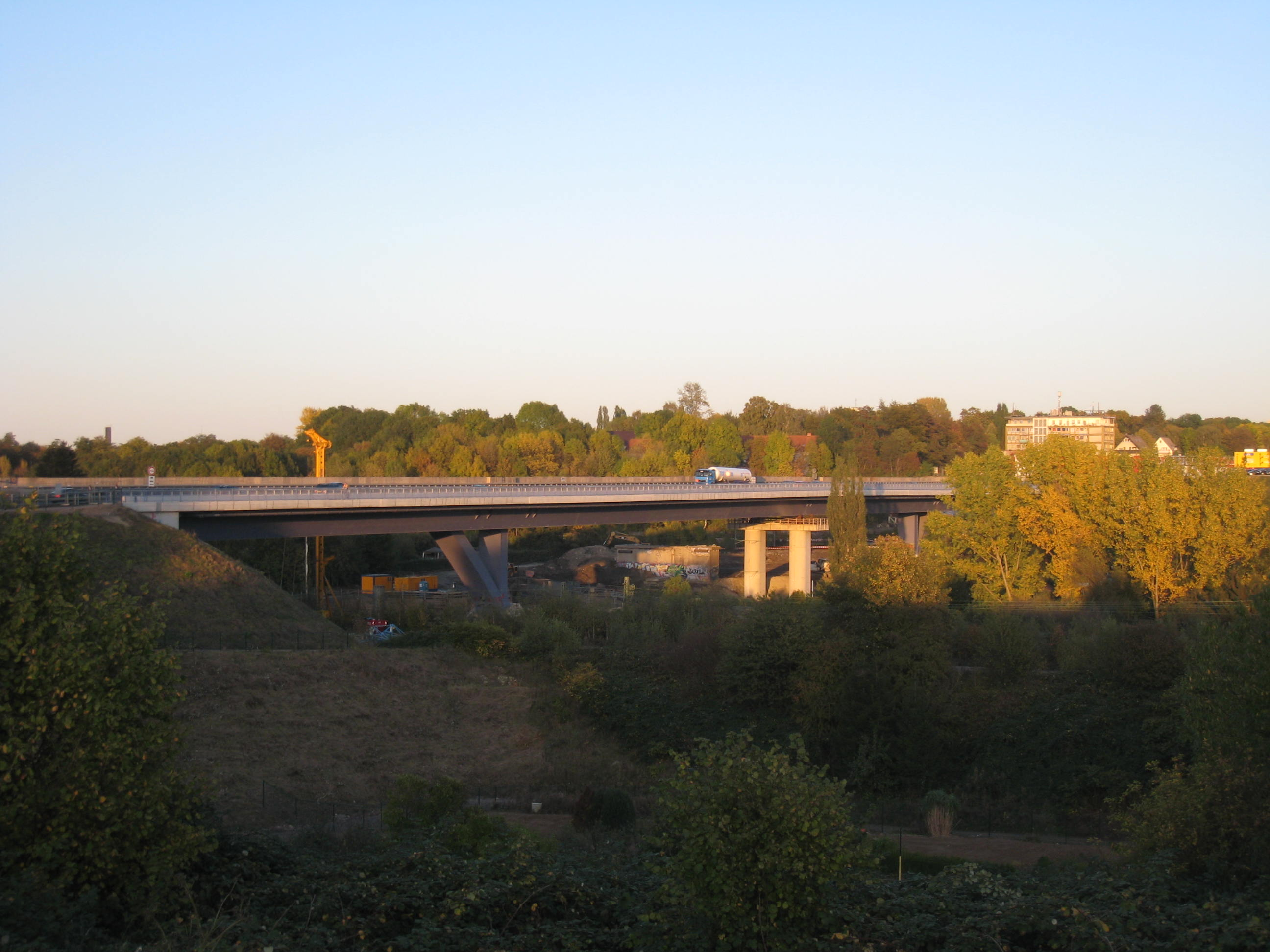
Schnettkerbrücke am Westabfall des Dortmunder Rückens zum Tal der Emscher

Der Dortmunder Rücken ist ein submontaner Höhenzug  im östlichen Ruhrgebiet. Er erstreckt sich von der südöstlichen Stadtgrenze Dortmunds zur Gemeinde Holzwickede über den Dortmunder Osten und die südliche Dortmunder Innenstadt nach Westen bis zum Tal der Emscher.
Naturräumlich gehört der Dortmunder Rücken (Kennziffer 542.20) zu den sogenannten Oberbörden (542.2) der Haupteinheit Hellwegbörden (Haupteinheit 542) im Südwesten Letzterer und im Süden der Haupteinheitengruppe Westfälische Bucht (Haupteinheitengruppe 42). Daher wird er auch als Dortmunder Börde bezeichnet.

## Lage
Der Dortmunder Rücken schließt sich in Höhe des Dortmunder Flughafens an der Stadtgrenze von Dortmund zu Holzwickede nahe der östlichen Stadtgrenze zu Unna an die Werl-Unnaer Börde und südlich davon auf Holzwickeder Gemeindegebiet an den Haarstrang an. Er zieht sich durch das Dortmunder Stadtgebiet über die östlichen Vororte Wickede, Sölde, Asseln, Neuasseln, Aplerbeck, Brackel, Schüren und Wambel, die nördlichen Hänge von Hörde und durch die südliche Innenstadt  mit der Gartenstadt und der urbanen Bebauung beiderseits von Westfalendamm und Rheinlanddamm bis zum Emschertal im Bereich der Schnettkerbrücke. Seine Ausdehnung beträgt in West-Ost-Richtung ca. 15 km. An der Nahtstelle zum Haarstrang an der Emscherquelle beträgt seine maximale Nord-Süd-Ausdehnung ca. 4,5 km, weiter westlich weniger als 3,5 km.
Die Bundesstraße 1 verläuft über die West-Ost-Distanz des Dortmunder Rückens.

## Landschaftscharakteristik
Der Höhenzug verlängert die Werl-Unnaer Börde nach Südwesten und schließt sich westlich an den Kamm des Haarstranges sowie nördlich an den des Ardeygebirges an. Während die sich östlich anschließenden Oberbörden inklusive der Werl-Unnaer nur eine Nordabdachung der Haar darstellen, fällt der Dortmunder Rücken auch nach Süden zur Witten-Hörder Mulde und nach Westen zum hier noch in Süd-Nord-Richtung verlaufenden Emschertal ab, weshalb er die Charakteristik eines Bergspornes aufweist.

## Höhenprofil
Unmittelbar am Flughafengelände erreicht der Dortmunder Rücken im Osten der Hohen Malterse, oberhalb der Holzwickeder Ortsteile Natorp und Rausingen an der  Einmündung der Vincenz-Wiederholt-Straße in die Chaussee, mit 146,5 m seine höchste eigenständige Höhe. Ähnliche Höhenwerte erreicht er auch in etwa an der Nahtstelle zum Haarstrang bei Sölderholz und in der Verlängerung zum Ardey bei Aplerbecker Mark.
Nach Westen sinken die Höhenlagen zur Dortmunder Innenstadt hin auf 100 m ü. NN (östliches Widerlager der Schnettkerbrücke).

## Die Emscher
In Holzwickede, Ortsteil Dudenroth, entspringt an der Nahtstelle des Haarstranges zum  Südosthang des Dortmunder Rückens (Herdicker Haar) die Emscher. Diese umfließt, im Norden der Witten-Hörder Mulde, den Rücken zunächst südlich in Ost-West-Richtung, um südwestlich der Dortmunder Innenstadt ihren Verlauf in Richtung Norden zu ändern und diese nebst nach dem Westen abflachendem Rücken westlich zu flankieren.

## Benachbarte Naturräume
Folgende Naturräume grenzen an den Dortmunder Rücken (alle gehören, soweit nicht anders dokumentiert, zur Haupteinheit Hellwegbörden):
- Dortmunder Hellwegtal (Norden)
- Werl-Unnaer Börde (nördlicher äußerster Osten)
- Haarstrang mit Haarhöhe (äußerster Osten) und Herdicker Haar (südlicher äußerster Osten bis Südosten)
- Ardeygebirge (schmale Nahtstelle im östlicheren Süden) – Niederbergisch-Märkisches Hügelland, Süderbergland
- Witten-Hörder Mulde (Süden bis Westen)
- Emschertal (äußerster Nordwesten) – Emscherland